# Región metropolitana de Río de Janeiro
La región metropolitana de Río de Janeiro (en portugués Região Metropolitana do Rio de Janeiro) también conocida como Grande Rio es la 27.ª mayor área metropolitana del mundo y la 2.ª de Brasil. Erigiéndose en torno a la bahía de Guanabara, fue creada por la Lei Complementar nº20, el 1 de julio de 1974, tras la fusión de los antiguos estados de Río de Janeiro y Guanabara.
Sus límites han sufrido alteraciones con la exclusión de los municipios de Petrópolis y São José do Vale do Rio Preto (retirados en 1993), Maricá (retirado en 2001) e Itaguaí, Mesquita y Mangaratiba (retirados en 2002), que también formaban parte de la región metropolitana conforme a la primera legislación. Itaguaí e Maricá fueron nuevamente incluidos en la región metropolitana en octubre de 2009, estabilizando el número de municipios en 19.

## Demografía
Según los resultados del censo 2010, posee una población de 11.902.701 habitantes. y una población actual de 13.191.031 habitantes. En los últimos años, las tasas de crecimiento medio anual de población fueron del 0,82% (2000-2005) y 0,75% (1991-2000) en Río de Janeiro, y del 1,05% (2000-2005) y 1,18% (1991-2000) en la región metropolitana, indicando, de modo general, una suave desaceleración en las tasas de crecimiento en los municipios integrantes, excepto en el de Río de Janeiro con un pequeño aumento de las mismas.

## Municipios
La RMRJ está constituida por los siguientes municipios:
| Municipio (Município) | Superficie | Población (censo 2010) | PIB en mil de R$ (2005) | Fecha incorporación   |
| --------------------- | ---------- | ---------------------- | ----------------------- | --------------------- |
| Belford Roxo          | 80         | 503.102                | 2.989.323.000,00        | 01.01.1993            |
| Cachoeiras de Macacu  | 954        | 56.603                 | 1.050.000.000,00        | 26.12.2013            |
| Duque de Caxias       | 465        | 872.762                | 18.309.545.000,00       | 01.07.1974 (LC N.020) |
| Guapimirim            | 361        | 49.748                 | 300.325.000,00          | 01.01.1993            |
| Itaboraí              | 424        | 225.309                | 1.246.066.000,00        | 01.07.1974 (LC N.020) |
| Itaguaí               | 272        | 103.515                | 2.508.975.000,00        | 01.07.1974 (LC N.020) |
| Japeri                | 83         | 100.055                | 397.233.000,00          | 01.01.1993            |
| Magé                  | 386        | 270.940                | 1.240.884.000,00        | 01.07.1974 (LC N.020) |
| Maricá                | 362        | 119.231                | 667.074.000,00          | 2009 (LC 133/2009)    |
| Mesquita              | 35         | 190.056                | 993.326.000,00          | 2009 (LC 133/2009)    |
| Nilópolis             | 19         | 159.005                | 1.004.996.000,00        | 01.07.1974 (LC N.020) |
| Niterói               | 129        | 479.384                | 6.884.677.000,00        | 01.07.1974 (LC N.020) |
| Nova Iguaçu           | 524        | 865.089                | 5.764.270.000,00        | 01.07.1974 (LC N.020) |
| Paracambi             | 179        | 44.629                 | 280.434.000,00          | 01.07.1974 (LC N.020) |
| Queimados             | 77         | 137.870                | 933.772.000,00          | 01.01.1993            |
| Rio Bonito            | 465        | 57,963                 | 1.300.000.000,00        | 26.12.2013            |
| Río de Janeiro        | 1.182      | 6.182.710              | 118.979.752.000,00      | 01.07.1974 (LC N.020) |
| São Gonçalo           | 249        | 991.382                | 6.379.169.000,00        | 01.07.1974 (LC N.020) |
| São João de Meriti    | 35         | 468.309                | 2.791.700.000,00        | 01.07.1974 (LC N.020) |
| Seropédica            | 284        | 77.618                 | 420.486.000,00          | 01.01.1997            |
| Tanguá                | 147        | 30.139                 | 169.044.000,00          | 01.01.1997            |
| Total                 | 5.645      | 11.902.701             | 174.913.073.000,00      |                       |